# Casa Curutchet
La Casa Curutchet es una vivienda unifamiliar diseñada por el arquitecto suizo Le Corbusier y construida en la ciudad de La Plata, capital de la provincia de Buenos Aires, en Argentina, entre los años 1949 y 1953. La dirección exacta es avenida 53 N.º 320, entre 1 y 2. 
En 2016 fue declarada Patrimonio de la Humanidad por la Unesco.

## Historia
Después de varios fracasos intentando construir una obra en América del Sur, Le Corbusier estableció una fuerte relación con los profesionales latinoamericanos y mantuvo correspondencia regular con el argentino Amancio Williams (quién le encargó inicialmente la construcción de la casa Curutchet).
En 1948, el cirujano e inventor de instrumental quirúrgico Pedro Domingo Curutchet decidió volver a afincarse en La Plata y le encargó los planos de una casa a Le Corbusier, quien buscaba concretar el plan urbano que había diseñado para Buenos Aires.

Declarada de interés provincial, turístico y Monumento Histórico Nacional en 1987, la casa es actualmente sede del Colegio de Arquitectos de la Plata, que la alquila a los herederos de Curutchet. El 17 de diciembre de 2010, el Senado bonaerense sancionó una ley que declara al inmueble “de utilidad pública y sujeto a expropiación”, para “preservar, enriquecer y difundir el patrimonio cultural, histórico, arquitectónico y urbanístico”.

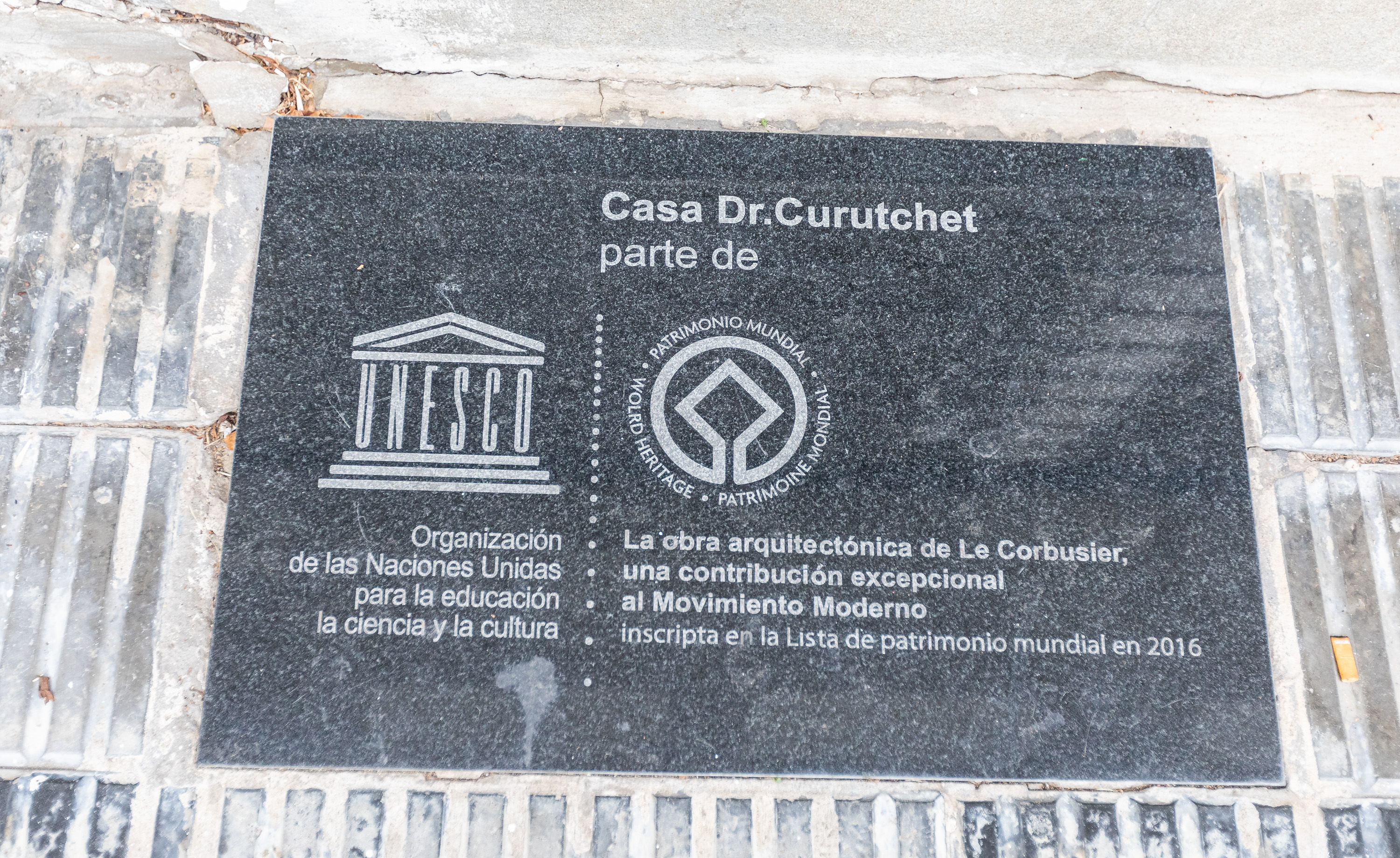
Baldosa que señala a la Casa Curutchet como parte del Patrimonio de la Humanidad de la Unesco.

Es uno de los pocos proyectos de Le Corbusier en Latinoamérica y el Ministerio de Cultura y Comunicación francés con el auspicio de la República Argentina, Bélgica, Alemania, Japón y Suiza, la nominaron para integrar la Lista del Patrimonio Mundial de Bienes Culturales y Naturales de Excepcionales de la Unesco.
En la sesión realizada el 17 de julio de 2016 en Estambul, la Unesco la declaró Patrimonio de la Humanidad, junto a otros tres nuevos lugares en su lista de obras diseñadas por el prestigioso arquitecto.

## Descripción

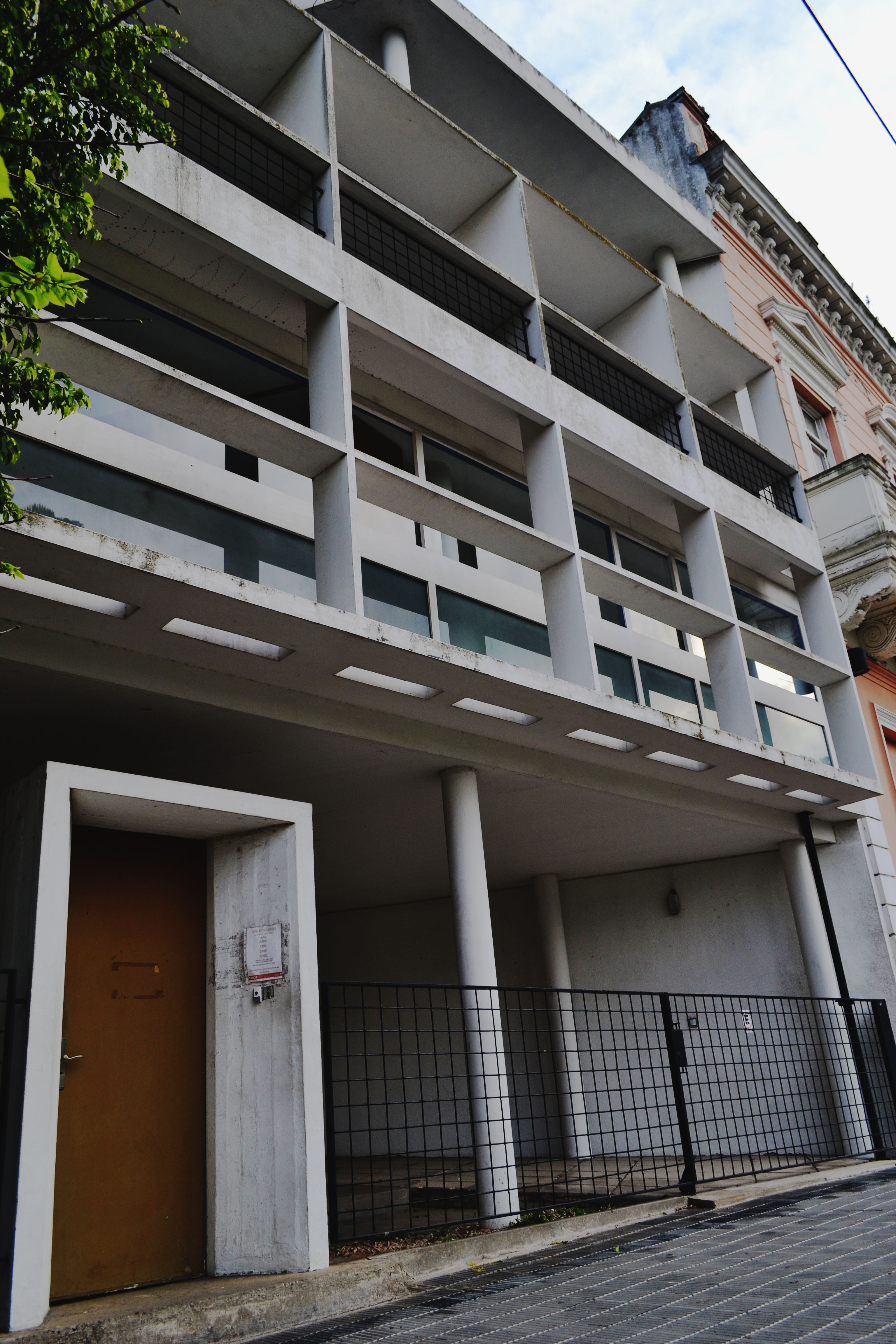
Los "brise-soleils" de hormigón armado modulan la fachada.

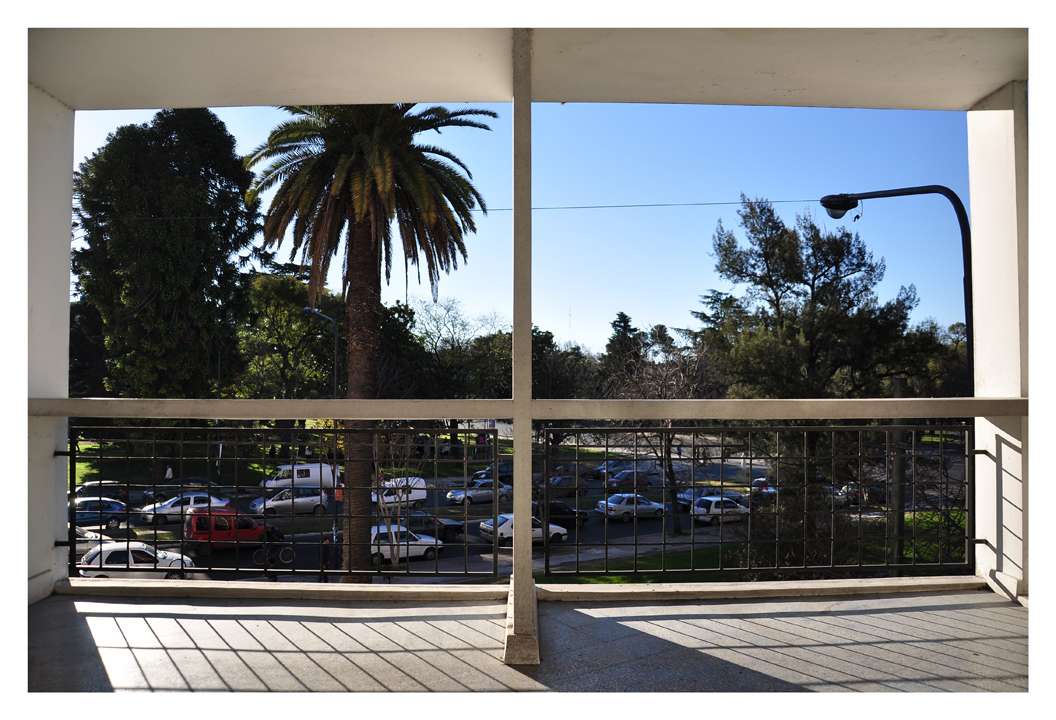
Vista de la plaza desde la terraza.

El arquitecto proyectó la vivienda en un terreno de solo 180 m², entre medianeras, sin dejar de tener en cuenta el entorno de la ciudad y la cercanía de su bosque.
La construcción constituye un curioso y logrado ejemplo desde el punto de vista plástico de adaptación de los principios característicos de la arquitectura doméstica de Le Corbusier a las particularidades del contexto urbano de una ciudad argentina.
Reúne los cinco principios enunciados por Le Corbusier años antes de que diseñara la casa, pero enfocado en un lote de reducidas dimensiones. No obstante logra que se plasmen en la obra: planta libre, para circular; los pilotis, que son las columnas circulares que se ven en toda la casa; la fachada libre, estructura independiente por la cual  las ventanas pueden tener cualquier forma y tamaño; la ventana corrida, que va sin paramentos de una punta a la otra del edificio; y la terraza jardín.
En este caso dichas particularidades se centran esencialmente en dos temas:
1) La construcción de una vivienda unifamiliar en un terreno de dimensiones limitadas entre medianeras, circunstancia inédita en la producción anterior del autor, lo que determina una vivienda de una sola fachada.
2) El hecho de que como consecuencia de la estructuración urbana de la ciudad de La Plata según avenidas diagonales, el eje longitudinal del terreno tenga una inclinación cercana a los 45° con respecto a la línea municipal. 
Le Corbusier, enfrentado a estos dos hechos, respondió a ellos con notable destreza, derivando de dicha respuesta su partido. Este consiste efectivamente en dividir el programa en dos bloques. 
El primero contiene en el primer piso los consultorios y ámbitos de trabajo del comitente y en el segundo la terraza jardín y se toma a la línea municipal respetando así la continuidad fachadística de la cuadra y absorbiendo en su materialidad la divergencia angular mencionada. La consolidación de este frente está acentuada por la prolongación del parasol hacia arriba, que enmarca virtualmente el frente de la terraza, y por el techo de esta en doble altura, apoyado contra el lindero más alto. En el bloque posterior está la vivienda.
En 1926 Le Corbusier había determinado los llamados «cinco puntos de una nueva arquitectura», materializados completamente en esta obra:
1. La planta libre: para Le Corbusier, la planta baja de la vivienda, al igual que la calle, pertenecía al automóvil, ya sea para circulación o estacionamiento del mismo, por este motivo la vivienda se elevaba sobre pilotis dejando toda la planta baja libre para permitir el movimiento de los vehículos.
2. La terraza-jardín: para Le Corbusier la superficie ocupada en planta por la vivienda debía de ser devuelta a la naturaleza en forma de jardín en la cubierta del edificio, convirtiendo el espacio sobre la vivienda en un ámbito aprovechable para el esparcimiento, que además permitía mantener condiciones de aislamiento térmico sobre las nuevas losas de hormigón.
3. Los «pilotis»: aprovechando la acción conjunta de las losas de hormigón y los pilares metálicos, estos últimos tienen un consumo de suelo en la vivienda despreciable comparado con los muros de carga tradicionales o los pilares de ladrillo u hormigón. De esta forma, se mejora el aprovechamiento funcional y de superficies útiles, liberando a la planta de condicionantes estructurales.
4. La ventana longitudinal: por el mismo motivo del punto anterior, también los muros exteriores se liberan, y las ventanas pueden abarcar todo el ancho de la construcción, mejorando la relación con el exterior.
5. La fachada libre: complementario del punto anterior, los pilares metálicos se retrasan respecto de la fachada, liberando a esta de su función estructural.

El diseño de la elevación de calle es uno de los puntos destacados del proyecto. En la Casa Curutchet, Le Corbusier resume el proceso compositivo de la vista frontal aplicando el enfoque pictórico purista. El diseño es un equilibrado juego de signos aplicados en el espacio.

## Filmografía
En 2010, La casa Curutchet es el principal escenario de la película argentina El hombre de al lado, protagonizada por Rafael Spregelburd y Daniel Aráoz, y dirigida por Mariano Cohn y Gaston Duprat. En el film Leonardo (interpretado por Spregerlburd) es un refinado diseñador que habita la casa, mientras que Víctor (Aráoz) es el vecino que vive del otro lado de la medianera.
En 2018, se filma La obra secreta, una película argentina dirigida por Graciela Taquini, escrita por Andrés Duprat y protagonizada por Daniel Hendler y Mario Lombard. En ésta, Elio Montes (Hendler) es un arquitecto frustrado y conocedor del trabajo de Le Corbusier que trabaja como encargado de las visitas guiadas en la Casa Curutchet